# 잭슨 5
잭슨 5(영어: The Jackson 5)는 1964년에 결성하고, 잭슨 형제들로 이루어진 미국 인디애나주 출신의 대중음악 그룹이다. 아버지 조지프 잭슨이 매니저를 맡았으며, 멤버는 재키(1951년생), 티토(1953년생), 저메인(1954년생), 말론(1957년생), 마이클(1958년생)이며, 이 중 막내가 나중에 팝의 황제로 불리게 되는 마이클 잭슨이다.
모타운 레코드와 계약하여 "버블검 소울"이란 스타일의 음악을 유행시켰다. 1972년엔 에픽 레코드으로 계약사를 바꾸었으며, 모타운이 잭슨 파이브란 이름의 소유권을 갖고 있었기 때문에, 더 잭슨스(The Jacksons)로 이름을 바꾸어 활동했다. 현재까지 약 3천만 장의 앨범을 팔았으며 1989년에 해체했다. 2001년에 잠시 재결성하였으나, 얼마 못 가서 도로 해체하고 2012년에 활동을 다시 시작하였다.

## 역사

### 초기
잭슨 파이브의 구성원은 모두 시카고에서 몇 킬로미터 떨어진 개리의 작은 집에서 자라났다. 레비, 티토, 재키, 저메인, 라토야, 말론, 마이클, 랜디, 자넷으로 이어지는 무려 아홉 명이나 되는 형제자매를 키운 어머니 캐서린은 여호와의 증인 신자였고, 아버지 조셉은 블루스에 심취한 금속공장 직원이었다. 부부는 아이들을 아주 엄격하게 키우는 반면 음악에 대한 취향과 노력의 중요성을 가르쳤다. 어머니 캐서린은 젊었을 때는 아이들과 함께 노래도 부르고 클라리넷도 연주했다. 조셉은 자신의 형제와 친구들과 함께 결성한 그룹 팔콘스로 활동하며 마을의 바와 클럽, 시카고와 인디애나 북부 지방의 대학 행사들을 휩쓸다가, 결국은 몇 달 동안 고전을 면치 못하다 그룹을 해체한다. 밤마다 아이들 모두가 아버지 곁에 모여 위대한 고전 팝송을 연주하는 일이 허다했다.
아버지 조는 자식들이 자신의 예술적 기질을 물려받았을 뿐 아니라 진짜 재능을 타고났다는 걸 아주 일찌감치 간파했다. 그렇게 해서 맨 위의 세 형제 재키, 티토, 저메인으로 구성된 최초의 그룹 더 잭슨 브라더스가 결성되었다. 세 아이들은 매일 학교에서 돌아오자마자 아버지의 혹독한 훈련을 군소리 없이 받아야 했다. 그러다 말론과 특히 마이클이 합류하면서 그룹은 완전한 규모를 갖추게 된다. 어느날 꼬마 마이클이 꼭 제임스 브라운처럼 춤추고 노래하는 걸 보고 놀란 어머니의 제안으로 그룹에 합류하게 된 마이클은 한동안은 봉고를 연주하다가 그룹의 싱어가 된다. 다섯 살이라는 어린 나이었는데도 몸과 목소리를 다루는 그의 재능은 이미 집안에서 가장 뛰어났다.

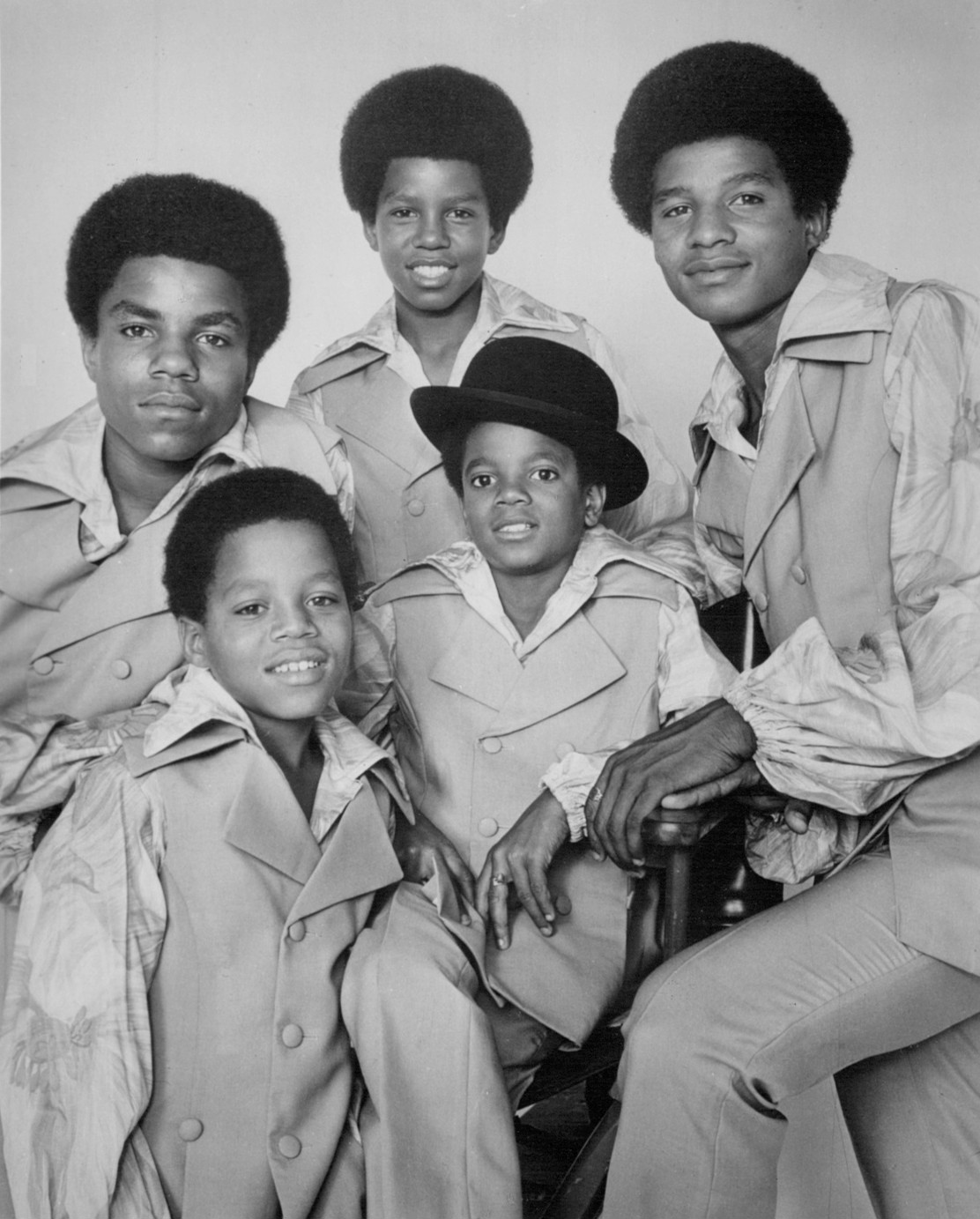
1969년경의 잭슨 파이브

1963년 말엽, 마이클은 다니던 학교의 연말 축제에서 처음으로 대중 앞에 선다. 마이클은 검은 바지와 힌 셔츠를 차려입고 1959년에 브로드웨이에서 막이 오른 뮤지컬 《사운드 오브 뮤직》 중에서 〈Climb Ev'ry Mountain〉을 부른다. 어린 꼬마의 매끄러운 목소리에 학부모들은 자리를 박차고 일어나 장내가 터져 나갈 듯이 박수를 쳤다. 훗날 마이클은 그때의 일을 이렇게 회상했다. "난 모든 사람을 행복하게 만들었어요. 기가 막힌 느낌이었죠." 아버지 조셉은 멀찍이 떨어진 곳에서 아들의 모습과 아들이 장내에 일으킨 여파를 지켜보았다. 그때부터 조셉은 개리 시와 주변 도시에서 열리는 온갖 콘테스트에 자녀들의 이름을 등록한다. 이들 그룹은 연령도 스타일도 다양한 사람들과 경합을 벌여 상이란 상은 모조리 휩쓸었다.
그 세계에서는 감히 무시하지 못할 도전자들이 된 잭슨 일행은 무엇 하나 거저 되는 일이 없는 만큼 의상이며 헤어스타일이며 액세서리며 이것저것 신경쓰기 시작했고, 조셉은 모든 것이 완벽하길 바랐다. 그래서 주말마다 시카고로 가서는 흥행하는 공연들을 찾아냈다. 관중이 좋아하는 제스처며 음악이며 몸동작을 기억해두었다가 자식들이 무대에서 그대로 재현해내도록 만들었다. 콘테스트를 거듭할수록 잭슨 형제는 하루가 다르게 노련해졌고 창의력 역시 견줄 데 없을 정도로 발달했다. 공연마다 따라다니는 일부 극성팬들이 싫증 내지 않도록 연신 새로운 모습을 보여주어야 한다는 압박감에 꾸준히 신곡을 만들어내야 했던 덕분이었다. 하지만 우승해서 상을 받는 만큼 그 대가도 따르는 법이었다. 집에서 연습이 끝나는 시간은 갈수록 늦어졌고, 조셉은 아들들의 명성에 어울리는 마이크며 악기들을 갖추어가느라 가산을 탕진했다. 어쨌든 그런 희생이 다음 단계에서는 도움이 되었다.
잭슨 파이브는 아마추어 콘테스트 순회를 계속해 나갔다. 로열 시어터 상에 심취한 잭슨 파이브는 경쟁자들에게 막대한 피해를 끼쳐가며 매주 새로운 곡을 들고 나왔다. 로열 시어터 콘테스트에서 우승한 것도 좋긴 했지만, 아버지 조는 음악의 신전이랄 수 있는 뉴욕의 아폴로 시어터 콘테스트에서 우승하는 편이 훨씬 더 대단한 일이라고 생각했다. 그 와중에 희소식이 들려왔다. 인디애나 주와 미시간주에서 잭슨 파이브가 워낙 대단한 성공을 거둔 덕에 아폴로 시어터에서 예선 없이 곧장 본선에 진출시켜준다는 것이었다. 이는 유례가 없는 일이었다. 잭슨 형제는 두 시간 전에 미리 도착해서 전국 최고 가수들의 얼굴로 도배가 된 공연장을 둘러보았다. 잭슨 파이브는 아폴로 시어터 콘테스트에서도 우승했다. 공연비로 당시 600달러를 받았고, 무엇보다 그룹 최초의 음반을 녹음할 수 있게 해준 값진 우승이었다. 아폴로에서 성공을 거둔 다음에 잭슨 일행은 아버지의 동료인 고든 키스 덕분에 처음으로 앨범을 취입할 기회를 얻었다. 고든 키스는 그 역시 음악에 심취한 사람이자 개리의 스틸타운 녹음 스튜디오 사장이기도 했다.
어느 날 저녁, 조는 집에 올 때 고든 키스에게 들려주기 위해 연습해야 할 곡이 담긴 카세트테이프 하나를 손에 들고 왔다. 아이들은 그 곡의 멜로디가 영 마음에 들지 않았지만 실망스런 마음을 애써 감추고 연습을 시작했다. 조는 데모 테이프를 제작자에게 넘기러 갔다가는 저녁 무렵이 되면 새로 연습할 노래들을 가지고 돌아왔다. 몇 주 후, 잭슨 일가는 최초의 음반을 녹음하기 위해 키스의 사무실을 찾았다, 코러스며 금관악기 연주자들이 이미 대기 중이었다. 악기를 연결하고 첫 테스트가 시작되었다. 녹음 작업은 주로 일요일에 진행되어서 앨범 전체 녹음을 끝내기까지는 일요일이 여러 번 지나야 했다. 조는 주중에 내내 쉬지 않고 아들들을 연습시켰다. 몇 차례의 시도 끝에 그룹은 마침내 그들의 첫 노래 〈Big Boy〉의 녹음을 성공적으로 마쳤다. 첫눈에 반한 소녀와 사귀고 싶은 소년의 마음을 노래하는 발라드 곡이었지만, 정작 그런 가사를 읊조리는 마이클은 자신이 노래하는 내용을 제대로 이해하지 못할 만큼 어렸다. 서둘러 음반을 준비하고 나자 이제 잭슨 가족이 거머쥔 각종 콘테스트의 막간이나 끝났을 때를 이용해서 싱글을 파는 일만 남았다. 그 첫 번째 싱글은 지방 라디오 방송곡에선 작은 성공을 거두었다.

### 모타운 소속 시기
1968년, 잭슨 파이브는 프로가 되어 돌아온 아폴로 무대에서 관객을 흥분의 도가니로 몰아넣는다. 스타를 발굴하는 일이 맡겨진 모타운 실무자들도 그 자리에 있었지만, 그 신동들에게 아무것도 제안하지는 않았다. 모타운의 스타인 바비 테일러가 시카고 공연을 기회로 잭슨 파이브의 실력을 떠벌려 오디션 제안을 받은 건 그로부터 몇 달 뒤의 일이었다. 잭슨 일행은 처음 모타운 스튜디오에 도착해서는 황량한 건물을 보고 조금 실망했다. 게다가 그들을 맞는 분위기는 다소 시큰둥하기까지 했다. 베리 고디는 자리를 옮기면서도 전혀 친절하게 대해주지 않았다. 마이클은 한 치도 양보도 없는 냉정한 시선을 받으며 〈I Got The Feeling〉, 〈Tobacoo Road〉, 〈Who's Loving You〉 세 곡을 불렀다. 잭슨 파이브는 일이 성공적이었는지 어쩐지도 모른 채 개리로 돌아갔다. 하지만 이틀 후인 7월 26일, 그 유명한 음반 회사에서 첫 계약에 서명을 하게 된다.

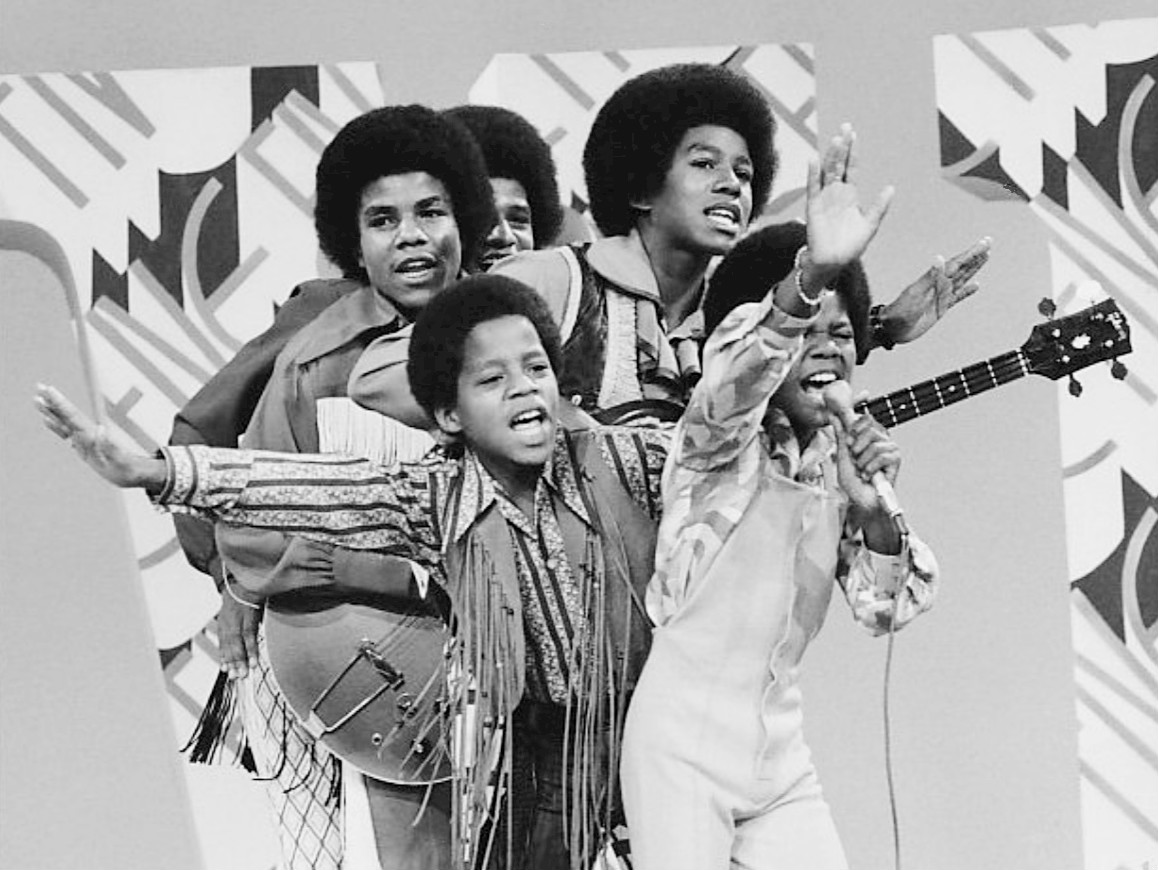
1970년 《짐 내버스 쇼》에 출연한 잭슨 파이브

모타운에서 보낸 처음 몇 달은 즐거움과는 거리가 멀었다. 잭슨 형제는 앨범 취입을 위해 개러와 디트로이트 사이에서 끝없는 줄타기를 했다. 마이클의 목소리는 채 변성기를 맞기도 전이었다. 그리고 잭슨 파이브의 레퍼토리라는 건 있지도 않았다. 그래서 그 어린 소년들에게 걸맞는 스타일과 노래를 찾아내야 했다. 여러 주가 훌쩍 지나갔어도 잭슨 파이브에게는 아무런 진척이 없었다. 그러자 고디는 다섯 소년을 그때부터 모타운의 본거지가 된 캘리포니아로 보내 다이애나 로스의 집에 한동안 묵게 하기로 마음먹는다. 그렇게 해서 다섯 형제는 유명한 가수의 집에서 지내게 되어 살짝 주눅이 들었다. 고디는 아이들에게 이렇게 설명했다. "너희는 이제 히트 퍼레이드에서 상위권에게 들어가게 될 싱글을 하나도, 둘도 아닌 세 곡을 연달아 내놓게 될 거다."
다이애나 로스가 아이들에게 불쑥 초대장 하나를 내밀었다. 거기에는 어느 저녁 파티에 잭슨 파이브가 등장한다는 내용이 적혀 있었다. 당시 마이클의 나이는 11살이었지만, 나이가 어릴수록 실력에 감탄한다는 상업적 전략에 따라 그의 나이는 8살로 표기되었고 잭슨 파이브 모두의 나이가 두 살씩 내려갔다. 1969년 8월 음악 저널계와 상류층 인사들과 기자들이 다이애나 로스의 집에 도착했고 파티는 성공적이었다. 〈Who's Loving You〉와 〈Zip-a-Dee-Doo-Dah〉를 감칠맛 나게 부르는 마이클의 목소리에 다들 넋을 잃었다. 이내 기자들의 손놀림이 바빠졌다. 두고두고 기억에 남을 그 공연이 끝나고 채 며칠도 되지 않아 고디는 작곡가 다크 리처드로부처 원해 글래디스 나이트에게 줄 작정이었던 곡 〈I Wanna Be Free〉를 다이애나 로스의 무대에서 직접 보았던 잭슨 파이브를 위해 다시 손을 보겠다는 동의를 얻어냈다. 그 곡은 머지않아 잭슨 파이브가 처음으로 성공을 거두는 곡 〈I Want You Back〉이 된다. 그 뒤로는 내놓은 노래마다 연달아 성공을 거두었다. 잭슨 파이브는 4년 동안 11개의 앨범을 취입하고 순회공연과 텔레비전 방송을 오가며 정신 차릴 틈도 없이 살게 된다.

### 더 잭슨스

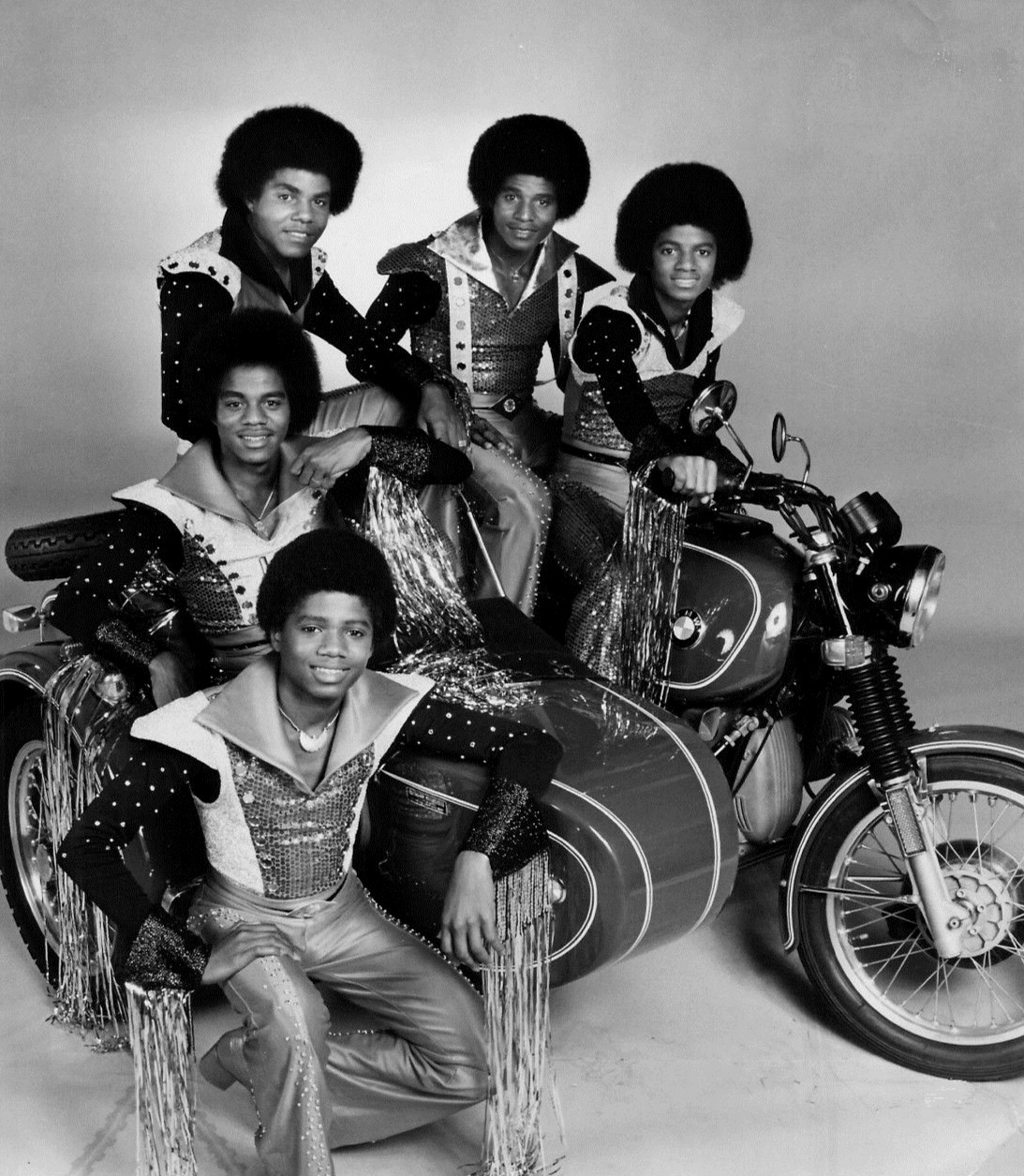
1977년경의 더 잭슨스

1979년, 잭슨 형제는 그 전해에 발매된 음반 《Destiny》가 거둔 선풍적인 성공에 이어 월드투어를 준비한다. 잭슨 파이브가 전곡을 작곡한 그 음반은 어린 형제들의 독립성과 예술적인 성숙함을 보여주었다. 데스티니 월드투어를 준비하면서 조는 론 와이즈너와 프레디 테먼을 매니저로 고용한다. 잭슨 형제는 미국과 유럽, 그리고 남아프리카에서 공연을 펼치게 된다. 투어는 대성공이었다. 가장 높은 고음부를 처리할 때 목소리가 끊어지는 걸 감추기 위해 형들 중 한 명과 짜놓은 작은 전략을 눈치채는 사람은 아무도 없었다. 마이클이 노래하는 첫 입만 방긋거리면 그 소절은 말론이 대신 불렀다.
1984년, 조셉 잭슨은 잭슨 파이브가 새로운 순회공연을 하게 될 거라고 언론에 발표한다. 하지만 데스티니 투어가 대대적인 성공을 거둔 지 5년이 지난 그때는 이미 많은 것이 변해 있었다. 마이클은 《Thriller》 앨범을 발매한 뒤 스타가 되어 새로이 맞게 된 자유를 맘껏 누릴 셈이었다. 마이클이 그 투어에 참여하기로 한 건 마지못해서였다. 첫 번째 난점은 바로 빅토리 투어라는 공연 제목이었다. 그 제목은 애초에 예정했던 것처럼 잭슨 파이브 활동의 마지막을 암시하는 의미가 전혀 담겨 있지 않았던 것이다. 하지만 거수투표로 빅토리 투어 쪽으로 결정되면서 논쟁은 끝나버렸다. 두 번째로 의견 충돌을 빚게 된 건 부유한 계층보다는 평범한 중산층 출신이 더 많은 팬들을 위한 티켓값이 터무니없이 비싼 40달러가 조금 넘는 금액이라는 점이다. 언론이 나서서 잭슨 일가의 욕심이 지나치다고 지적하고 나서야 마이클의 의견을 따라 티켓 판매가를 절반으로 낮추었다.
투어는 1984년 7월에 시작되었다. 공연이 거듭될수록 다섯 형제의 관계는 악화되었다. 그들은 서로 다른 리무진으로 제각기 이동했다. 한편, 여동생 자넷이 당시에 사귀던 남자 친구와 비밀리에 결혼해버리는 일까지 일어나 마이클은 벅찬 시련을 감당해야 했다. 아버지가 유럽 투어를 연장하려 한다는 사실을 마이클이 우연히 알게 되면서 가족 관계는 부쩍 더 나빠졌다. 자신의 의견도 묻지 않은 채 일방적으로 내린 결정을 마이클은 도저히 따를 수가 없었다. 그 함정에 빠져들지 않으려면 그 소식이 팬들의 귀에까지 들어가기 전에 재빠르게 움직여야 했다. 12월 9일, 미국 투어 마지막 날, 마이클은 결국 공연 마지막에 마이크를 잡고 그룹의 해체를 선언하면서 자신은 이제 전격적으로 솔로 활동에 매진할 작정이라는 사실을 강조한다.

## 구성원
- 재키 잭슨 (1951년 출생)
- 티토 잭슨 (1953년 출생 ~ 2024년 사망)
- 저메인 잭슨 (1954년 출생)
- 말론 잭슨 (1957년 출생)
- 마이클 잭슨 (1958년 출생 ~ 2009년 사망)

## 음반 목록
모타운 사에서 잭슨 5 이름으로 발표한 앨범
- 《Diana Ross Presents The Jackson 5》 (1969)
- 《ABC》 (1970)
- 《Third Album》 (1970)
- 《Christmas Album》 (1970)
- 《Maybe Tomorrow》 (1971)
- 《Goin' Back To Indiana》 (1971)
- 《Greatest Hits》 (1971 후반)
- 《Lookin' Through the Windows》 (1972)
- 《Skywriter》 (1973)
- 《Dancing Machine》 (1974)
- 《Moving Violation》 (1975)
- 《Anthology》 (1975)

CBS에서 더 잭슨스 이름으로 발표한 앨범
- 《The Jacksons》 (1976)
- 《Goin' Places》 (1977)
- 《Frontiers》 (1978)
- 《Destiny》 (1978)
- 《Triumph》 (1980)
- 《Victory》 (1984)
- 《2300 Jackson Street》 (1989)

## 참고 문헌
- 티메 편집부 (2009). 《Michael Jackson》 [마이클 잭슨, 특별한 운명 : Michael Jackson 1959-2009]. 뮤진트리. ISBN 978-89-961210-9-1.